# Keijicytherinae
De Keijicytherinae zijn een onderfamilie van uitgestorven kreeftachtigen uit de klasse van de Ostracoda (mosselkreeftjes).

## Geslacht
- Keijicythere Kozur, 1985 †